# Louville (cratère)
Ne doit pas être confondu avec Liouville (cratère).
Louville est un cratère d'impact lunaire situé sur de la face visible de la Lune au nord de l'Oceanus Procellarum. Il se situe au nord-ouest du cratère Mairan et à l'ouest du Sinus Iridum et de la Mare Imbrium.

## Description
Le cratère Louville est profondément érodé par les cratères d'impacts et difficilement identifiable sur son côté oriental avec le terrain environnant. Les petits cratères satellites "Louville A" et "Louville B" chevauchent le contour du cratère principal au sud-est et à l'ouest. Au nord-ouest de Louville débute une crevasse dénommée Rima Sharp du nom du cratère Sharp (en) situé juste au Nord et qui s'étend vers le sud sur plus d'une centaine de kilomètres.
En 1935, l'Union astronomique internationale lui a attribué le nom de Louville en l'honneur du mathématicien et astronome français  Jacques d'Allonville de Louville, né le 14 juillet 1671 au château de Louville en Beauce, aujourd'hui département d'Eure-et-Loir.
Par convention, les cratères satellites sont identifiés sur les cartes lunaires en plaçant la lettre sur le côté du point central du cratère qui est le plus proche de Louville.
| Louville | Latitude | Longitude | Diamètre |
| -------- | -------- | --------- | -------- |
| A        | 43.2° N  | 45.3° W   | 8 km     |
| B        | 44.0° N  | 46.5° W   | 8 km     |
| D        | 46.9° N  | 52.1° W   | 7 km     |
| Da       | 46.6° N  | 51.7° W   | 11 km    |
| E        | 43.1° N  | 45.9° W   | 6 km     |
| K        | 46.8° N  | 55.2° W   | 5 km     |
| P        | 45.6° N  | 52.2° W   | 7 km     |